# 福島大輔
福島 大輔（ふくしま だいすけ、1977年9月20日 - ）は、日本の馬術選手。STAR HORSES代表。千葉県出身。敬愛学園高等学校、明治大学卒業。

## 略歴
父・福島勇が経営する佐倉ライディングクラブで10歳から馬術を始める。高校2年生で全日本障害飛越選手権で最年少記録(17歳)で優勝。高校3年の全日本ヤングライダー障害飛越選手権でも優勝。高校1年から3年まで国民体育大会3連覇。その後、フランスに短期留学する。
明治大学進学後は馬術部に所属し、全日本学生馬術大会の個人・団体優勝をはじめ世界学生馬術選手権大会で個人総合優勝を果たすなど、国内外で数々のタイトルを獲得。
明治大学卒業後は日本中央競馬会に勤務するかたわら、ベルギーで修業を積む。2013年に実家の乗馬クラブにSTAR HORSESを立ち上げ、2016年リオデジャネイロオリンピックに出場。2016年、2017年と全日本障害飛越選手権で2連覇を達成。2018年にジャカルタ・アジア大会で団体銀メダルを獲得し、世界馬術選手権に出場。
2021年の東京オリンピックでは個人6位に入賞した。

## 主な成績

### オリンピック競技大会
- 2021年東京（ 日本）
  - 障害馬術　個人6位、団体失権（チャニオンJRA）[6][7]

- 2016年リオデジャネイロ（ ブラジル）
  - 障害馬術 個人失権、団体13位（コーネット36）[8]

### 世界馬術選手権
- 2018年トライオン（ アメリカ合衆国）
  - 障害馬術 個人96位、団体20位（コーネット36）[9]
- 2010年ケンタッキー（ アメリカ合衆国）
  - 馬場馬術　個人24位、団体14位（ウェルダン）[10][11]

### アジア競技大会
- 2018年ジャカルタ（ インドネシア）
  - 障害馬術 個人26位、団体2位（コーネット36）[12]

- 2006年ドーハ（ カタール）
  - 障害馬術 個人13位　団体5位（ロイヤルセレクション）[13]